# Groupe G des éliminatoires de la Coupe d'Afrique des nations de football 2023
Navigation
Groupe F Groupe H
Le groupe G des éliminatoires de la Coupe d'Afrique des nations de football 2023 est une compétition qualificative pour la phase finale de la Coupe d'Afrique des nations de football 2023, qui se déroule en juin et juillet 2023 en Côte d'Ivoire.

## Tirage au sort
Le tirage au sort a eu lieu le 19 avril 2022 au Caire. Les têtes de série sont désignées via un classement CAF (construit d'après les résultats lors des dernières CAN).
Le tirage au sort désigne les équipes suivantes dans le groupe G. Les quarante-huit équipes sont réparties en douze dans quatre chapeaux :
- Chapeau 1 :  Mali (8e du classement CAF)
- Chapeau 2 :  Congo (20e du classement CAF)
- Chapeau 3 :  Gambie (34e du classement CAF)
- Chapeau 4 :  Soudan du Sud (47e du classement CAF)

## Classement
- Sélection qualifiée pour la CAN 2023

| Rang | Équipe        | Pts | J | G | N | P | Bp | Bc | Diff |  | Résultats (▼ dom., ► ext.) |     |     |     |     |
| ---- | ------------- | --- | - | - | - | - | -- | -- | ---- |  | -------------------------- | --- | --- | --- | --- |
| 1    | Mali          | 15  | 6 | 5 | 0 | 1 | 15 | 2  | +13  |  | Mali                       |     | 2-0 | 4-0 | 4-0 |
| 2    | Gambie        | 10  | 6 | 3 | 1 | 2 | 7  | 7  | 0    |  | Gambie                     | 1-0 |     | 2-2 | 1-0 |
| 3    | Congo         | 7   | 6 | 2 | 1 | 3 | 5  | 10 | -5   |  | Congo                      | 0-2 | 1-0 |     | 1-2 |
| 4    | Soudan du Sud | 3   | 6 | 1 | 0 | 5 | 5  | 13 | -8   |  | Soudan du Sud              | 1-3 | 2-3 | 0-1 |     |

## Résultats
| 1re journée             | Gambie       | 1 - 0   | Soudan du Sud                | Stade Lat-Dior, Thiès     |                           |
| 4 juin 2022 16:00 UTC±0 | Jallow 45+4e | (1 - 0) |                              | Arbitrage : Jean Ouattara | Arbitrage : Jean Ouattara |
| 4 juin 2022 16:00 UTC±0 |              | Rapport | 45e Gama · 90+1e Manese (en) | Arbitrage : Jean Ouattara | Arbitrage : Jean Ouattara |

| 4 juin 2022 | Mali                                       | 4 - 0   | Congo             | Stade du 26-Mars, Bamako            |                                     |
| 19:00 UTC±0 | Camara 1re · Touré 11e 40e · Coulibaly 44e | (4 - 0) |                   | Arbitrage : Abdel Aziz Mohamed Bouh | Arbitrage : Abdel Aziz Mohamed Bouh |
| 19:00 UTC±0 | Kouyaté 45+1e                              | Rapport | 64e Bidounga (en) | Arbitrage : Abdel Aziz Mohamed Bouh | Arbitrage : Abdel Aziz Mohamed Bouh |

| 2e journée              | Congo                              | 1 - 0   | Gambie                              | Stade Alphonse-Massamba-Débat, Brazzaville |                             |
| 8 juin 2022 17:00 UTC+1 | Makoumbou 74e                      | (0 - 0) |                                     | Arbitrage : André Kolissala                | Arbitrage : André Kolissala |
| 8 juin 2022 17:00 UTC+1 | Ovouka (en) 5e · Ndzila (en) 90+3e | Rapport | 44e Darboe · 53e Gomez · 71e Ceesay | Arbitrage : André Kolissala                | Arbitrage : André Kolissala |

| 9 juin 2022 | Soudan du Sud                        | 1 - 3   | Mali                                   | St. Mary's Stadium-Kitende, Entebbe |                           |
| 16:00 UTC+3 | 29e (csc) Kouyaté                    | (1 - 0) | 59e Camara · 90+3e Koïta · 90+5e Dieng | Arbitrage : Mashood Ssali           | Arbitrage : Mashood Ssali |
| 16:00 UTC+3 | Yuel (en) 28e · Elly 30e · Diing 83e | Rapport | 78e Koné                               | Arbitrage : Mashood Ssali           | Arbitrage : Mashood Ssali |

| 3e journée               | Congo              | 1 - 2   | Soudan du Sud                                                      | Stade Alphonse-Massamba-Débat, Brazzaville |                                   |
| 23 mars 2023 17:00 UTC+1 | Bifouma 90e (pen.) | (0 - 0) | 66e Daniel · 90+6e Okello                                          | Arbitrage : Celso Armindo Alvação          | Arbitrage : Celso Armindo Alvação |
| 23 mars 2023 17:00 UTC+1 | Makoumbou 45+2e    | Rapport | 54e Lujang · 66e Yuel (en) · 85e Mawith (en) · 19e, 73e Maker (en) | Arbitrage : Celso Armindo Alvação          | Arbitrage : Celso Armindo Alvação |

| 24 mars 2023 | Mali                             | 2 - 0   | Gambie     | Stade du 26-Mars, Bamako  |                           |
| 19:00 UTC±0  | Doumbia 3e · Traoré 90+5e (pen.) | (1 - 0) |            | Arbitrage : Jean Ouattara | Arbitrage : Jean Ouattara |
| 19:00 UTC±0  | Koïta 34e · Kouyaté 76e          | Rapport | 82e Manneh | Arbitrage : Jean Ouattara | Arbitrage : Jean Ouattara |

| 4e journée               | Soudan du Sud                                         | 0 - 1   | Congo             | Benjamin Mkapa National Stadium, Dar es Salam |                                |
| 27 mars 2023 16:00 UTC+3 |                                                       | (0 - 0) | 90e Charpentier   | Arbitrage : Joseph Odey Ogabor                | Arbitrage : Joseph Odey Ogabor |
| 27 mars 2023 16:00 UTC+3 | Lujang 62e · Mawith (en) 64e · Okello 78e · Taban 88e | Rapport | 89e Mboungou (en) | Arbitrage : Joseph Odey Ogabor                | Arbitrage : Joseph Odey Ogabor |

| 28 mars 2023 | Gambie     | 1 - 0   | Mali           | Stade Mohammed-V, Casablanca         |                                      |
| 16:00 UTC±0  | Colley 79e | (0 - 0) |                | Arbitrage : Kouassi Attisso Attiogbe | Arbitrage : Kouassi Attisso Attiogbe |
| 16:00 UTC±0  | Manneh 53e | Rapport | 47e Samassékou | Arbitrage : Kouassi Attisso Attiogbe | Arbitrage : Kouassi Attisso Attiogbe |

| 5e journée               | Soudan du Sud                                    | 2 - 3   | Gambie                                     | Stade de Suez, Ismaïlia  |                          |
| 14 juin 2023 15:00 UTC+2 | Yuel 21e · Chol 90+1e                            | (1 - 1) | 4e (csc) Angier · 62e Jallow · 90+6e Barry | Arbitrage : Dahane Beida | Arbitrage : Dahane Beida |
| 14 juin 2023 15:00 UTC+2 | Manese (en) 24e · Lazarus 89e · Maker (en) 90+5e | Rapport | 90+5e Jallow                               | Arbitrage : Dahane Beida | Arbitrage : Dahane Beida |

| 18 juin 2023 | Congo    | 0 - 2   | Mali                      | Stade Alphonse-Massamba-Débat, Brazzaville |                           |
| 17:00 UTC+1  |          | (0 - 0) | 62e Koné · 73e Dorgeles   | Arbitrage : Samir Guezzaz                  | Arbitrage : Samir Guezzaz |
| 17:00 UTC+1  | Etou 54e | Rapport | 45+1e Kouyaté · 51e Koïta | Arbitrage : Samir Guezzaz                  | Arbitrage : Samir Guezzaz |

| 6e journée                   | Mali                                      | 4 - 0   | Soudan du Sud | Stade du 26-Mars, Bamako |                          |
| 8 septembre 2023 19:00 UTC±0 | Koné 10e · Doumbia 29e 57e · Dorgeles 82e | (2 - 0) |               | Arbitrage : Mehrez Melki | Arbitrage : Mehrez Melki |
| 8 septembre 2023 19:00 UTC±0 | Rapport                                   |         |               | Arbitrage : Mehrez Melki | Arbitrage : Mehrez Melki |

| 10 septembre 2023 | Gambie                    | 2 - 2   | Congo                               | Grand stade de Marrakech, Marrakech     |                                         |
| 20:00 UTC+1       | Minteh 79e · Badamosi 90e | (0 - 2) | 30e Makouta · 45+1e (pen.) Ganvoula | Arbitrage : Mohamed Maarouf Eid Mansour | Arbitrage : Mohamed Maarouf Eid Mansour |
| 20:00 UTC+1       | Rapport                   |         |                                     | Arbitrage : Mohamed Maarouf Eid Mansour | Arbitrage : Mohamed Maarouf Eid Mansour |

## Statistiques

### Meilleurs buteurs
3 buts    
- Kamory Doumbia

2 buts   
- Mohamed Camara
- El Bilal Touré
- Nene Dorgeles
- Ibrahima Koné
- Ablie Jallow

1 but  
| - Thievy Bifouma - Gabriel Charpentier - Silvère Ganvoula - Antoine Makoumbou - Gaius Makouta - Omar Colley - Hamza Barry - Yankuba Minteh - Kalifa Coulibaly | - Aliou Dieng - Sékou Koïta - Adama Traoré - Ibrahima Koné - Nene Dorgeles - Valentino Yuel - Chol Daniel - Peter Chol - Tito Okello |

contre son camp  (csc)
- Boubakar Kouyaté (pour le Soudan du Sud)
- Rehan Angier (pour le Gambie)